# Майбутня вартість
Майбутня вартість (англ. future value) — це вартість активу чи грошей на певний момент часу у майбутньому. Майбутня вартість відображає номінальну суму грошей у майбутньому, що її "коштуватиме" даний актив. В основі поняття майбутньої вартості лежить концепція зміни вартості грошей у часі.

## Ресурси Інтернету
- Калькулятор Майбутньої Вартісті [Архівовано 7 листопада 2024 у Wayback Machine.]

- calculate the different FV's with one's own values [Архівовано 8 січня 2013 у Archive.is]